# Puente San Pablo
Puente San Pablo ist eine Landstadt im Departamento Beni im Tiefland des südamerikanischen Andenstaates Bolivien.

## Lage im Nahraum
Puente San Pablo ist die größte Ortschaft des Municipio San Andrés in der Provinz Marbán. Die Stadt liegt auf einer Höhe von 177 m am linken Ufer des Río San Pablo, dem Mittellauf des 1493 Kilometer langen Río Itonomas, der 600 Kilometer flussabwärts in den Río Iténez mündet.

## Geographie
Puente San Pablo liegt im östlichen Teil des bolivianischen Tieflandes, die Region San Pablo hat ganzjährig ein tropisch heißes und feuchtes Klima.
Die Jahresdurchschnittstemperatur beträgt 26 °C (siehe Klimadiagramm Trinidad), wobei sich die monatlichen Durchschnittstemperaturen zwischen Juni/Juli mit gut 23 °C und Oktober/Dezember von knapp 28 °C nur wenig unterscheiden. Der Jahresniederschlag beträgt fast 2000 mm und liegt somit mehr als doppelt so hoch wie die Niederschläge in Mitteleuropa. Höchstwerten von etwa 300 mm in den Monaten Dezember bis Februar stehen Niedrigwerte von etwa 50 mm im Juli/August gegenüber.

## Verkehrsnetz
Puente San Pablo liegt in einer Entfernung von 135 Straßenkilometern südöstlich von Trinidad, der Hauptstadt des Departamentos direkt an der Grenze zum Departamento Santa Cruz.
Die Stadt liegt an der 1631 Kilometer langen Nationalstraße Ruta 9, die das bolivianische Tiefland von San José de Pocitos im Süden mit Guayaramerín im Norden verbindet. Die Ruta 9 ist nur von Pocitos über Santa Cruz und Puente San Pablo bis Trinidad asphaltiert, der weitere Verlauf der Straße ist unbefestigt.

## Bevölkerung
Die Einwohnerzahl von Puente San Pablo ist in den vergangenen beiden Jahrzehnten auf fast das Dreifache angestiegen:
| Jahr | Einwohner | Quelle       |
| ---- | --------- | ------------ |
| 1992 | 837       | Volkszählung |
| 2001 | 1709      | Volkszählung |
| 2012 | 2341      | Volkszählung |
| 2024 |           | Volkszählung |